# Секейра, Дуглас (1977)
Дуглас Секейра Солано (исп. Douglas Sequeira Solano; род. 23 августа 1977, Сан-Хосе) — коста-риканский футболист, защитник.

## Клубная карьера
Дуглас Секейра начинал свою взрослую карьеру в самом титулованном футбольном клубе Коста-Рики «Саприсса». Вскоре молодого игрок, подписал контракт с голландским «Фейеноордом». В 1998 году Секейра некоторое время находился в аренде в бельгийском «Мускроне».
В 1999 году футболист перешёл в клуб Второй немецкой Бундеслиги «Карлсруэ». За команду он выступал в течение сезона и сыграл за неё 24 матча.
В 2000 году Дуглас Секейра вернулся в коста-риканскую «Саприссу». На родине защитник успешно выступал в течение пяти лет. Затем он на некоторое время ушёл в американскую MLS. Там он за короткое время успел поиграть за «Чивас США» и «Реал Солт-Лейк».
В 2007 году Секейра во второй раз переехал в Европу. Там он сумел попасть в состав норвежского «Тромсё». Этой команде костариканец в 2008 году помог завоевать бронзовые медали местного первенства.
Завершал свою карьеру Дуглас Секейра в «Саприссе».

## Международная карьера
Впервые на крупном международном турнире Секейра сыграл в 1997 году. Тогда он в составе молодёжной сборной принял участие в чемпионате мира среди молодёжных команд в Малайзии. В 1999 году футболист дебютировал за взрослую сборную Коста-Рики. Дуглас Секейра принимал участие в чемпионате мира 2006 года в Германии. В последний раз футболист сыграл за национальную команду в 2010 году.
Всего за сборную Коста-Рики Секейра провёл 42 игры, в которых забил 2 мяча.

## Тренерская карьера
В 2015 году Секейра некоторое время работал с родной «Саприссой». Спустя некоторое время он вошел в тренерский штаб сборной Коста-Рики. В сентябре 2019 года после ухода уругвайского специалиста Густаво Матосаса он временно национальную команду в товарищеском матче против Уругвая.

## Достижения
- Победитель Лиги чемпионов КОНКАКАФ (1): 2005
- Победитель Клубного кубка UNCAF (1): 2003
- Чемпион Коста-Рики (2): 2003/04, 2009/10 Клаусура
- Бронзовый призёр норвежской Премьер-лиги (1): 2008.